# Кубинская кошачья акула
Кубинская кошачья акула или флоридская кошачья акула (лат. Scyliorhinus torrei) — редкий вид хрящевых рыб семейства кошачьих акул отряда кархаринообразных. Эндемик центрально-западной части Атлантического океана. Максимальный размер 32 см. Голова и тело узкие и вытянутые. Спина покрыта несколькими тёмными седловидными отметинами и светлыми пятнышками. Размножается, вероятно, откладывая яйца. Коммерческой ценности не представляет.

## Таксономия
Впервые научное описание этого вида было дано в 1936 году. Голотип представляет собой самку длиной 25 см, пойманную у берегов Гаваны, Куба. Вид назван в честь кубинского зоолога Карлоса де ля Торре (1858—1950), сделавшего открытие и способствовавшего дальнейшим исследованиям.

## Ареал
Кубинские кошачьи акулы обитают в центрально-западной части Атлантического океана. Они встречаются у берегов южной Флориды, на Багамских островах и на северном побережье Кубы на глубине 229—550 м.

## Описание
Длина кубинских кошачьих акул достигает 32 см. У них тонкие и узкие тело и голова. Ширина головы составляет примерно 2/3 от её длины. Морда короткая и округлая. Большие ноздри обрамлены небольшими треугольными складками кожи, которые не доходят до широкого рта. Бороздки возле ноздрей отсутствуют.
Два спинных плавника сдвинуты к хвосту, основание первого спинного плавника расположено над последней третью основания брюшных плавников. Основание второго спинного плавника находится позади основания анального плавника. Грудные плавники крупные. Расстояние между спинными плавниками существенно больше основания анального плавника. Хвостовой плавник вытянут почти горизонтально. Крючки на птеригоподиях отсутствуют. Кожа довольно гладкая, покрыта мелкими и плоскими плакоидными чешуйками. На спине имеются 7 или 8 темных седловидных отметин на светло-коричневом фоне, кроме того, спина покрыта многочисленными светлыми пятнышками.

## Взаимодействие с человеком
Не представляет опасности для человека. Коммерческой ценности не имеет. Может попадать в качестве прилова в коммерческие рыболовные сети, но встречается крайне редко. Международный союз охраны природы присвоил виду статус сохранности «Вызывающий наименьшие опасения».